# Omake
Omake (japanska: 御負け, ofta skrivet おまけ) är det japanska ordet för "extra". Benämningen används allmänt i det japanska språket, och inom anime- och manga-kulturen beskriver det något extra, i betydelsen bonus eller tillägg.
I USA brukas ordet oftast i en mer snäv bemärkelse, för att beskriva olika sorters extramaterial på en DVD-utgåva – bortklippta scener, intervjuer med röstskådespelare, dokumentärer från produktionen, utdrag ur filmen/serien, roliga misstag och så vidare. Medan man i Japan i åtminstone 50 års tid kallat de små gratis statyetterna eller leksakerna som kommit med läskedrycker eller godis för omake.
Omake inkluderar ofta komiska sketcher där rollfigurerna faller ur sin roll, bryter den fjärde väggen eller på något annat sätt refererar till fansen eller fansens åsikter. Här kan figurerna ibland stöta ihop med andra anime/manga-figurer från samma studio.
Stilen på rollfigurerna i omake är ofta i form av "super deformed", det vill säga komiskt förminskade och/eller karikerade versioner av sig själva.